# Cristian Rodríguez (Fußballspieler)
Cristian Rodríguez (* 30. September 1985 in Juan Lacaze, Colonia, Uruguay; vollständiger Name Cristian Gabriel Rodríguez Barotti) ist ein ehemaliger uruguayischer Fußballspieler.

## Karriere

### Verein

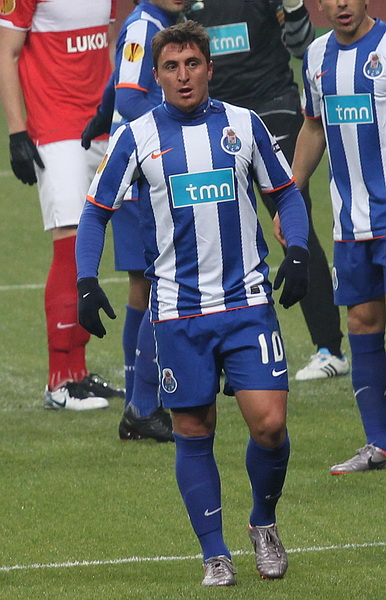
Rodríguez im Trikot des FC Porto

Rodríguez’ Profikarriere begann in der Apertura 2002 bei Peñarol in Montevideo, wo er bis 2005 dem Kader angehörte. 2003 wurde seine Mannschaft Uruguayischer Meister. Ende 2004 kam es dann zur Auseinandersetzung Rodríguez’ (und des Spielers Carlos Bueno) mit dem Verein, da er sich weigerte seinen am Jahresende auslaufenden Vertrag zu verlängern. Dies führte letztlich zu einer gerichtlichen Entscheidung durch den Internationalen Sportgerichtshof. In dem sogenannten südamerikanischen Bosman-Urteil wurde die Unwirksamkeit einer im Vertragswerk enthaltenen Klausel festgestellt, die auf dem sogenannten „Estatuo del Jugador Uruguayo“, dem uruguayischen Fußballspieler-Statut fußte. Diese Klausel enthielt eine vereinsseitige Option auf Vertragsverlängerung. Die Weigerung des Spielers zur Unterzeichnung des neuen Arbeitspapiers hatte seinen Ausschluss vom Trainingsbetrieb zur Folge, band ihn aber nach wie vor an den Verein, so dass er sich keinem neuen Klub anschließen konnte. Zur Saison 2005/06 unterschrieb er beim französischen Erstligisten Paris Saint-Germain. In jener Spielzeit sowie der nachfolgenden kann er eine Bilanz von 36 Ligue 1-Einsätzen bei einem erzielten Treffer aufweisen. Auch sechs UEFA Cup Spiele und zwei im französischen Pokal sind für Rodríguez verzeichnet. 2005/06 gewann er mit den Franzosen den nationalen Pokalwettbewerb. Für die Saison 2007/08 an Benfica Lissabon ausgeliehen. Obwohl Benfica, für das er in elf Ligaspielen zwei Tore schoss (andere Quellen weisen hier 24 Spiele und sechs Treffer für ihn aus) und fünfmal in der Champions League sowie dreimal im UEFA Cup jener Spielzeit eingesetzt wurde, an einer Verpflichtung interessiert war, wechselte er zur Saison 2008/09 zum Rivalen FC Porto.
Dort machte er auch durch disziplinarische Probleme auf sich aufmerksam. So wurde er zuletzt im Dezember 2011 beim FC Porto für zwei Wochen aus dem Kader gestrichen.
Für den FC Porto bestritt er in den Spielzeiten 2008/09 bis 2011/12 insgesamt 70 Ligaspiele und erzielte zwölf Treffer. In diesem Zeitraum wurde er auch 17-mal in der Champions League eingesetzt (ein Tor), spielte in der UEFA-Super-Cup-Begegnung gegen den FC Barcelona und absolvierte zwölf Partien der Europa League (ein Tor). Mit Porto feierte er nicht nur den Gewinn der drei Landesmeistertitel 2008/09, 2010/11 und 2011/12. In den Spielzeiten 2008/09, 2009/10 und 2010/11 siegte man auch in der Taça de Portugal. Auch gewann sein Klub die UEFA Europa League 2010/11.
Am 28. Mai 2012 wurde Rodríguez Wechsel zu Atlético Madrid bekannt gegeben. Direkt in seiner ersten Saison gewann er mit Atlético den UEFA Super Cup 2012 und die Copa del Rey. Bei den Madrilenen kam er in seiner ersten Saison zu 33 Ligaeinsätzen (ein Tor) und bestritt zudem sechs Begegnungen (zwei Tore) in der Europa League. In der Spielzeit 2013/14 kam er in der Liga 20-mal zum Zug (ein Tor). Auch absolvierte er zehn Partien in der Champions League. In der Saison 2014/15 wurde er bis zu seinem letzten Spiel am 21. Dezember 2014 sechsmal (kein Tor) in der höchsten spanischen Spielklasse und zweimal (kein Tor) in der Champions League eingesetzt. Am 20. Januar 2015 unterschrieb der beim Madrider Klub noch bis Mitte 2016 vertraglich gebundene Rodríguez einen Kontrakt beim italienischen Verein FC Parma, an den er seitens Atlético ausgeliehen wurde. Bei den Italienern debütierte er am 25. Januar 2015 bei der 1:2-Heimniederlage gegen den AC Cesena als Mitglied der Startformation. Seinen fünften und gleichzeitig letzten Einsatz in der Serie A absolvierte er am 8. März 2015 gegen Atalanta Bergamo, als er mit der Gelb-Roten-Karte vorzeitig vom Platz gestellt wurde. Ein Tor erzielte er für Parma nicht. Es folgte noch während der laufenden Saison ein weiterer Vereinswechsel. Das zugrundeliegende Leihgeschäft mit Atlético Madrid wurde zunächst bis Juli 2015 befristet. Bereits am 11. März 2015 stellte der brasilianische Verein Grêmio Porto Alegre ihn als neuen Spieler vor. Bei diesem Engagement bestritt er zwei Ligaspiele (kein Tor). Im Mai 2015 verständigten sich der während seiner Zugehörigkeit zum brasilianischen Klub überwiegend mit drei Muskelverletzungen ausgefallene Spieler und der Verein auf eine Beendigung des Vertragsverhältnisses im Juni 2015. Der anschließend weiterhin mit Atlético Madrid in einem Vertragsverhältnis stehende Rodríguez schloss sich sodann am 24. Juli 2015 dem argentinischen Klub CA Independiente an. Dort lief er in 26 Begegnungen (drei Tore) der argentinischen Primera División und fünfmal bzw. dreimal (kein Tor) in der Copa Sudamericana 2015 bzw. 2016 auf. Mitte Januar 2017 wurde er erneut von Peñarol verpflichtet. Bislang (Stand: 8. März 2020) absolvierte er bei den „Aurinegros“ 74 Erstligaspiele und traf 33-mal ins gegnerische Tor. Seit Mitte 2017 ist Rodríguez außerdem Kapitän von Peñarol. 2017 gewann er mit den Uruguayern die uruguayische Meisterschaft. 2018 den Supercup und die Meisterschaft.
Zur Saison 2021 verließ Rodríguez den Klub und schloss sich Plaza Colonia an.
Am 17. Januar 2023 gab er sein Karriereende bekannt.

### Nationalmannschaft
Rodríguez war Teil des uruguayischen U-17-Mannschaft, die sich für die U-17-Weltmeisterschaft 2003 zu qualifizieren versuchte. Er nahm auch mit Uruguays U-20-Auswahl an der U-20-Südamerikameisterschaft 2003 in Uruguay und 2005 in Kolumbien teil. Während des 2005er-Turniers kam er zu mindestens drei Einsätzen und erzielte dieselbe Anzahl an Treffern.
Sein Debüt in der uruguayischen A-Nationalmannschaft gab Rodríguez bereits am 15. Oktober 2003. Rodríguez gehörte jeweils dem Kader Uruguays bei der Copa América 2004, 2007 und 2011 an. Bei seiner letzten Teilnahme gewann er mit Uruguay den Titel. Auch beim FIFA-Konföderationen-Pokal 2013 wirkte Rodríguez mit. Bei der Weltmeisterschaft 2014 in Brasilien und bei der Copa América 2015 in Chile gehörte er ebenfalls dem Aufgebot Uruguays an. Während der erfolgreichen Qualifikation für die WM 2018, in der er 13 Einsätze hatte, bestritt er am 5. Oktober 2017 sein 100. Länderspiel. Auch bei der WM-Endrunde in Russland gehörte er zum uruguayischen Kader und kam in den fünf Spielen zum Einsatz. Das gegen den späteren Weltmeister Frankreich verlorene Viertelfinalspiel ist sein letztes von 110 Länderspielen.

### Erfolge
Nationalmannschaft
- Copa América: 2011
- China Cup: 2018

Peñarol
- Primera División: 2003, 2017, 2018
- Supercopa Uruguaya: 2018

Paris Saint-Germain
- Französischer Fußballpokal: 2005/06

Porto
- Primeira Liga: 2008/09, 2010/11, 2011/12
- Taça de Portugal: 2008/09, 2009/10, 2010/11
- Portugiesischer Fußball-Supercup: 2010
- UEFA Europa League: 2010/11

Atlético Madrid
- UEFA Super Cup: 2012
- Copa del Rey: 2012/13
- Primera División: 2013/14
- Supercopa de España: 2014

## Trivia
Rodríguez besaß in seinem Heimatland unter den Fußballkommentatoren den Spitznamen „Zwiebel“. Grund dafür war, dass er durch seine schnellen Dribblings die gegnerischen Verteidiger zum „Weinen“ brachte. Cristian „Cebolla“ Rodríguez ist somit ein geläufiger Spitzname der in den Medien verwendet wird.
Nachdem sich Uruguay für die Weltmeisterschaft 2014 in Brasilien qualifiziert hatte, löste Rodríguez am 27. Dezember 2013 ein zuvor für den Fall des Erreichens der WM-Endrunde abgegebens Versprechen ein, das er zu einem Zeitpunkt abgab, als Uruguay in der südamerikanischen WM-Qualifikationsgruppe weit entfernt von einer Qualifikation schien. Rodríguez, der Pferdeliebhaber und Eigentümer mehrerer Pferde ist, ritt in Erfüllung dessen 170 Kilometer von Juan Lacaze nach Florida, um in der Kapelle von San Cono ein uruguayisches Nationaltrikot und den Schnuller seiner kurz zuvor geborenen Tochter zu deponieren. Anschließend stellte er für den Fall des Titelgewinns in Aussicht, dieses Mal von Brasilien aus bis zur Kapelle von San Cono zu reiten.